# Municipio di Kampen
Il Municipio di Kampen, in olandese Stadhuis van Kampen, sorge nel centro storico della cittadina di Kampen, nei Paesi Bassi.
Oggi accoglie gli Archivi comunali.

## Storia e descrizione

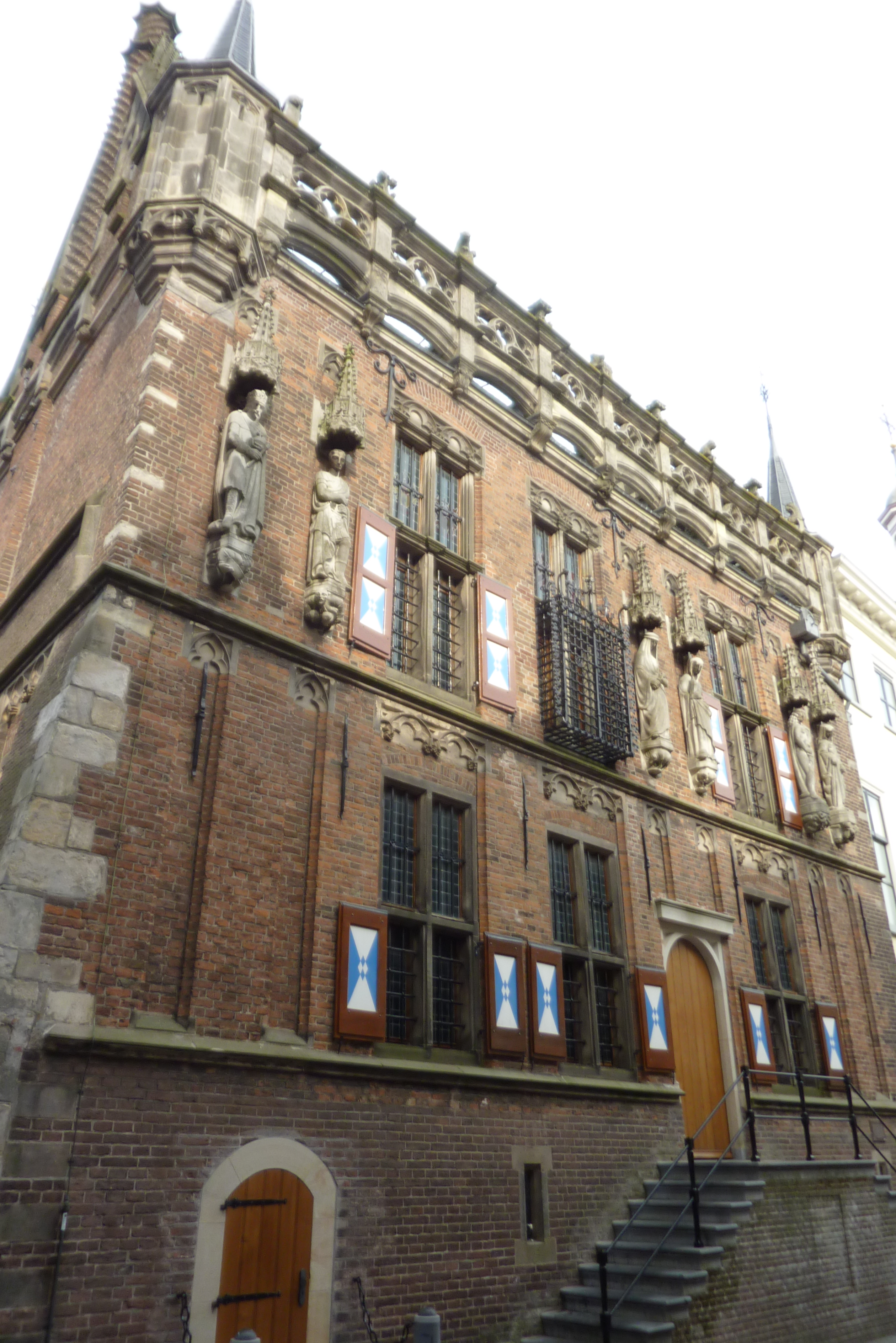
La facciata principale.

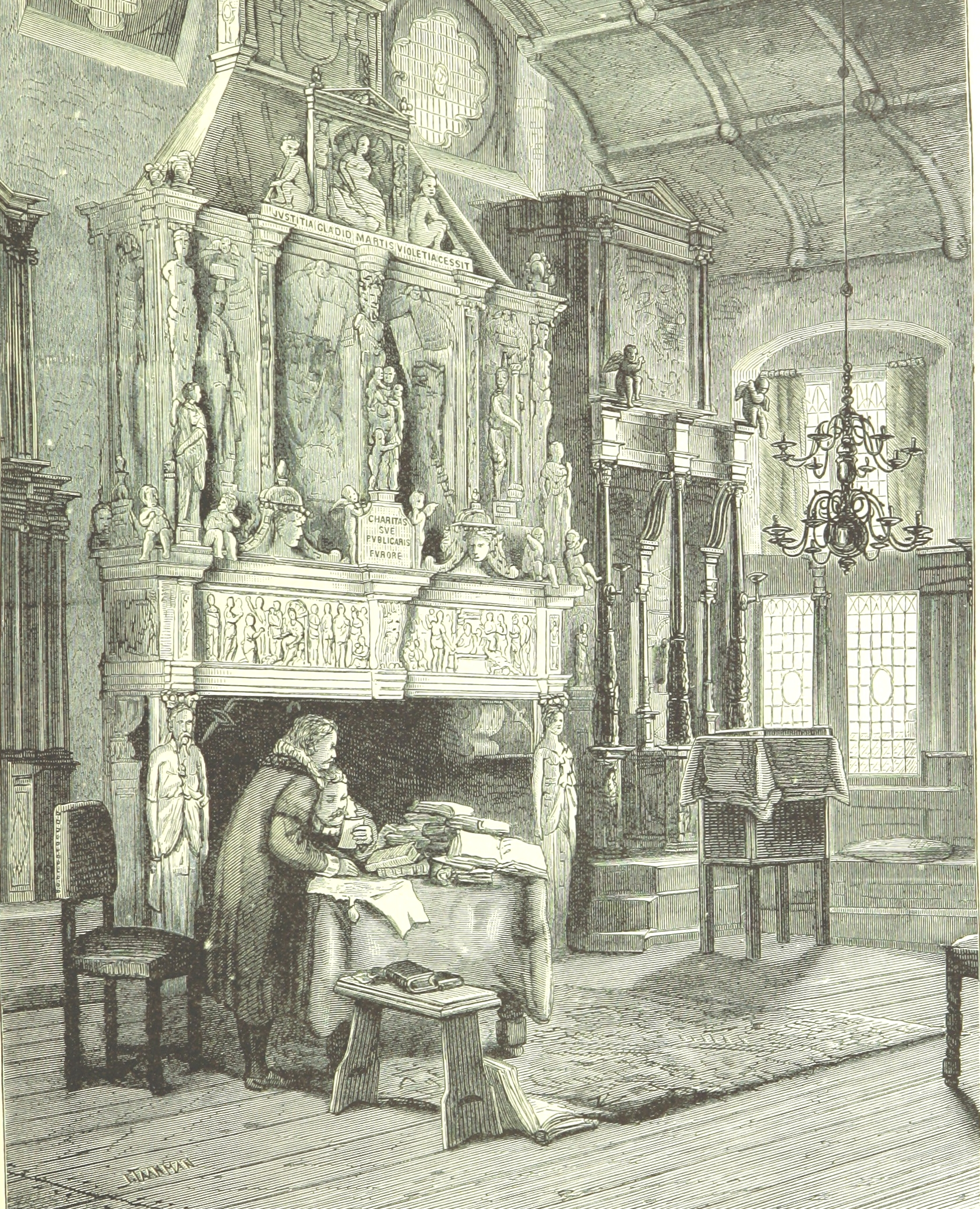
La Sala degli scabini.

Il primo edificio destinato ad accogliere il Consiglio cittadino e gli Scabini, venne eretto tra il 1345 e il 1350 in stile gotico. Dopo un violento incendio divampato nel 1543 venne restaurato e ristrutturato in stile tardo-gotico con aggiunte di elementi e rinascimentali.
Si presenta come un edificio quadrangolare a due piani dall'alto tetto fra timpani e pinnacoli angolari. È affiancato da una torretta a base quadrata con merlature e soprelevazione ottagonale con bulbo. La facciata principale, a ovest, aperta da grandi finestre crociate, è coronata da una balaustra traforata ed ornata da statue dai ricchi baldacchini. Gli originali sono esposti al Museo civico, e queste copie vennero realizzate da Johan Polet.

### Interni
All'interno vi sono diverse sale. Nel seminterrato è una cantina con volte a crociera; al primo piano laSchepenzaal, "Sala degli Scabini", e la Trouwzaal, "Sala dei Matrimoni, con decorazioni neorinascimentali, due divani del XVII secolo e un arazzo del '700.
Dentro la torre è una sala con volta lignea a stella del 1546 e una porta di ferro del 1300 circa dalla complessa serratura. Il municipio conserva anche diversi dipinti con i ritratti di sovrani e principi della Casa d'Orange.

### Sala degli Scabini
Attraverso un bel portale rinascimentale scolpito del 1546, si accede alla Schepenzaal, "Sala degli Scabini". La sala è coperta da soffitto a carena di nave ligneo e accoglie alle pareti preziosi stalli con pannelli scolpiti e ritmati da una serie di colonne corinzie. Vennero realizzati in legno di rovere dal mastro ebanista Vlerick fra il 1543 e il 1545. Domina la sala il monumentale camino scolpito in pietra da Colin de Nole da Utrecht nel 1545 recanti le figure in altorilievo di leoni portabandiera, della Carità e della Giustizia. Al fianco destro del camino, sopra gli stalli, è un Giudizio Universale di Ernst Mahler. Al fianco sinistro, un mobile-cassaforte del 1647.